# Tiago Volpi
Tiago Volpi (* 19. Dezember 1990 in Blumenau, Santa Catarina) ist ein brasilianischer Fußballspieler auf der Position des Torwarts.

## Laufbahn
Seine ersten Profijahre verbrachte Volpi beim EC São José und spielte zwischenzeitlich auf Leihbasis auch für den Luverdense EC.
Während er für diese Vereine nur in weniger bedeutenden Turnieren spielte, kam er für seinen nächsten Verein Figueirense FC erstmals in der höchsten Spielklasse Brasiliens zum Einsatz und gewann mit ihm 2014 die Staatsmeisterschaft von Santa Catarina.
Im Januar 2015 wechselte Volpi in die mexikanische Liga zum Querétaro FC, mit dem er in der Clausura 2015 auf Anhieb (und erstmals in der Geschichte des Vereins überhaupt!) die Finalspiele um die mexikanische Fußballmeisterschaft erreichte. Nachdem das Hinspiel bei Santos Laguna mit 0:5 verloren wurde, schien das Rückspiel im heimischen Estadio La Corregidora schon bedeutungslos zu sein. Doch zur Pause lagen die Gallos Blancos ebenso mit 3:0 in Führung wie im Hinspiel ihr Gegner Santos Laguna. Weil in der zweiten Hälfte aber keine weiteren Treffer fielen, musste Querétaro sich mit der Vizemeisterschaft begnügen.
Ihr nächstes starkes Turnier war die Apertura 2016 des mexikanischen Pokalwettbewerbs, als die Gallos Blancos ebenfalls bis ins Finale vorstoßen konnten und hierbei Heimrecht genossen. Gegner war Mexikos populärster Verein Chivas Guadalajara, der zuletzt zwar kaum noch sportliche Erfolge zu verzeichnen hatte, aber sich in den letzten vier Pokalturnieren immerhin dreimal für das Finale qualifizieren konnte. Im Finale zwischen Querétaro und Guadalajara wurde Volpi zum „Matchwinner“ seiner Mannschaft, die er mit mehreren Glanzparaden bis ins Elfmeterschießen rettete. Dieses wurde 3:2 gewonnen, wobei Volpi nicht nur zwei Schüsse parierte (einmal rettete der Pfosten), sondern auch noch einen Elfmeter selbst verwandelte. Es war der erste große Titel in der Vereinsgeschichte der Gallos Blancos.
Am 23. Dezember 2018 wurde bekannt, dass Volpi in seine Heimat zurückkehrt. Er wurde bis Ende 2019 an den FC São Paulo ausgeliehen. Nach Beendigung der Leihe wurde der Spieler zu Jahresbeginn 2020 fest von dem Klub übernommen und verblieb bei diesem bis zum Ende der Staatsmeisterschaft von São Paulo 2022 im April des Jahres. Dann wechselte er erneut nach Mexiko, wo er bei Deportivo Toluca unterzeichnete.

## Erfolge
Figueirense
- Staatsmeisterschaft von Santa Catarina: 2014

Querétaro
- Mexikanischer Pokalsieger: Apertura 2016
- Mexikanischer Vizemeister: Clausura 2015

São Paulo
- Staatsmeisterschaft von São Paulo: 2021